# Coupe Kirin 2001
La Kirin Cup 2001 est la vingt-deuxième édition de la Coupe Kirin. Elle se déroule en juin et juillet 2001. Elle oppose le Japon, la RF Yougoslavie et le Paraguay.

## Résultats
| 28 juin 2001 | Paraguay                            | 2 – 0 | RF Yougoslavie | National Stadium, Tokyo                          |                                                  |
|              | Caceres 39e · Virgilio Ferreira 83e |       |                | Spectateurs : 21 213 Arbitrage : Masayoshi Okada | Spectateurs : 21 213 Arbitrage : Masayoshi Okada |

| 1er juillet 2001 | Japon              | 2 – 0 | Paraguay | Sapporo Dome, Sapporo                              |                                                    |
|                  | Yanagisawa 16e 50e |       | Quintana | Spectateurs : 39 073 Arbitrage : Panya Hanlumyaung | Spectateurs : 39 073 Arbitrage : Panya Hanlumyaung |

| 4 juillet 2001 | Japon       | 1 – 0 | RF Yougoslavie | Ōita Stadium, Oita                            |                                               |
|                | Inamoto 21e |       |                | Spectateurs : 38 147 Arbitrage : Vijay Rahman | Spectateurs : 38 147 Arbitrage : Vijay Rahman |

## Tableau
| Équipe         | Pts | J | V | N | D | Bp | Bc | Dif |
| -------------- | --- | - | - | - | - | -- | -- | --- |
| Japon          | 6   | 2 | 2 | 0 | 0 | 3  | 0  | +3  |
| Paraguay       | 3   | 2 | 1 | 0 | 1 | 2  | 2  | 0   |
| RF Yougoslavie | 0   | 2 | 0 | 0 | 2 | 0  | 3  | -3  |

## Vainqueur
| Vainqueurs Kirin Cup 2001 Japon 6e titre |